# Gaufre
La gaufre è un dolce belga e francese a cialda, croccante fuori e morbido dentro, cotto su doppie piastre roventi che gli conferiscono il caratteristico aspetto a grata. Ne esistono diverse varianti, tipiche del Belgio, della Francia, della Germania, della Scandinavia, dei Paesi Bassi e degli Stati Uniti d'America.

## Storia
Si ritiene che le gaufre abbiano origine nell'antica Grecia, dove sono state identificate con le cialde chiamate ὀβελίας - obelías. Nel Medioevo si cucinavano frequentemente tortine chiamate gaufre, che in francese antico significa "nido d'ape", e le fonti suggeriscono che venissero consumate con il formaggio o con il miele. Anche a Malta e Gozo nel XII secolo si preparavano biscotti simili da vendere fuori dalle chiese, specialmente durante le feste. Venivano cotti con appositi ferri: due piastre metalliche circolari unite e provviste di bracci lunghi circa 80 cm per poterle posizionare direttamente sul fuoco. 
Il Ménagier de Paris (fine XIV secolo) usava già la grafia gauffre. Le gaufre e altri dolci simili diffusi in Europa erano un augurio di buona fortuna e salute e si preparavano tradizionalmente per la festa della Candelora e per il martedì grasso, ultimo giorno di Carnevale prima della Quaresima. Le piastre facevano parte della dote ed erano auspicio di un matrimonio felice. 
In Belgio sono particolarmente gradite come doni in occasione del Sint Maartens Dag, cioè del giorno di San Martino (11 novembre).
Con il passare degli anni si diffusero in altri Paesi con piccole differente; a seconda del luogo, prendono il nome di wafel, wuffel, wuffle, waffel, gòfri, vaffel e vaffol.

## Descrizione

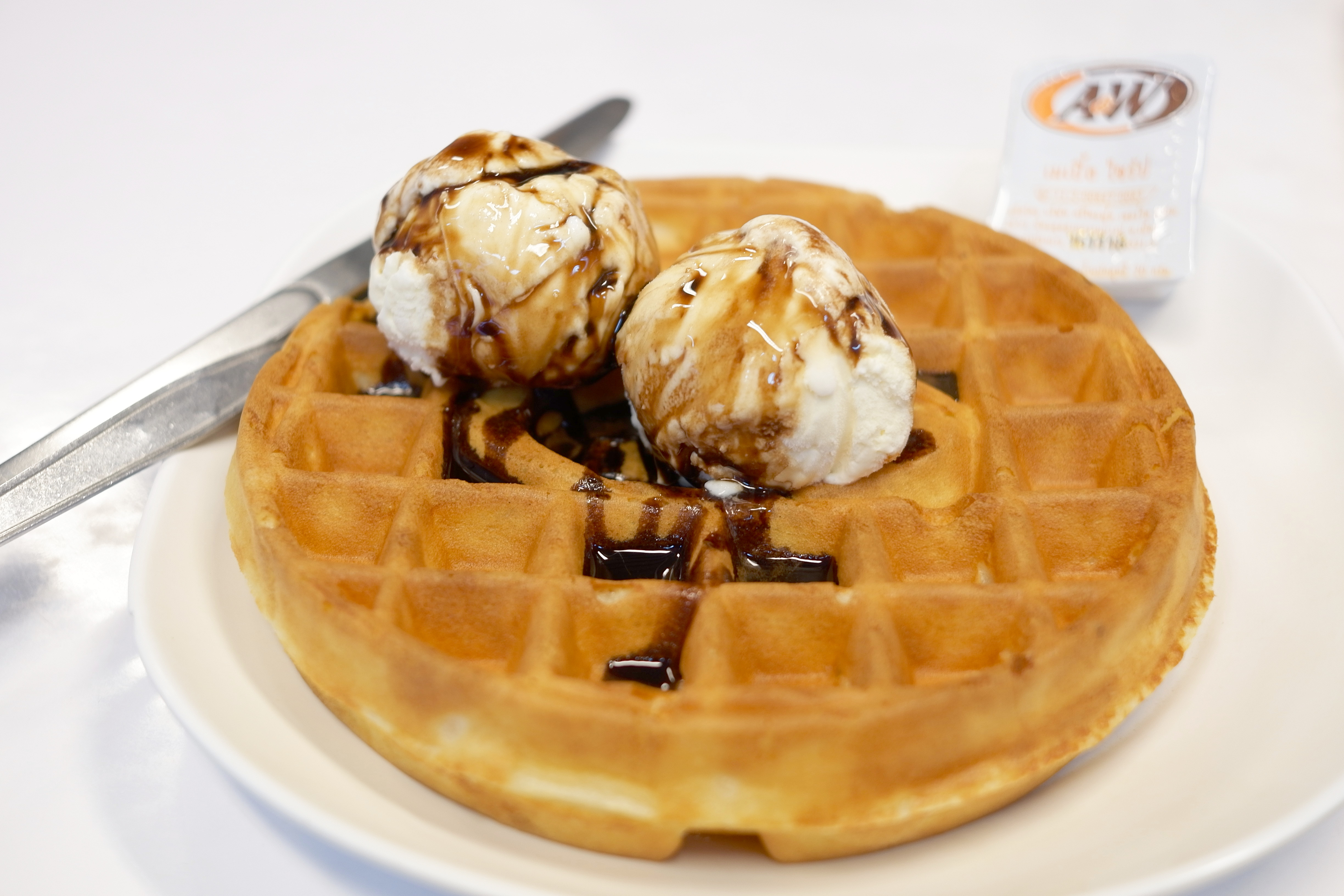
Gaufre con gelato

Le gaufre del Belgio sono di due tipi: quelle di Bruxelles hanno un contorno perfettamente rettangolare e un impasto a base di farina, latte, acqua, burro, uova, zucchero, lievito di birra e aromi (vaniglia). Sono poco dolci, solitamente spolverate o ricoperte con ingredienti dolci (zucchero a velo, panna montata, frutta, sciroppi, confettura, gelato) o salati (pesce, burro, formaggio, carne). Le gaufre di Liegi hanno un contorno smussato, a nido d'ape, e impasto a base di farina, poche uova, latte, burro (o margarina), lievito di birra, un pizzico di sale, zucchero vanigliato e zucchero in grani (sucre perlé: un tipo particolare di zucchero, a forma di perle appunto), che non si scioglie nell'impasto. Sono decisamente più dolci di quelle di Bruxelles e si mangiano solitamente senza accompagnamento.

## Alimenti simili e varianti
Negli USA il dolce prende il nome di waffle e contiene il lievito chimico al posto di quello di birra.
In Italia esiste un dolce simile, chiamato ferratella, nella tradizione abruzzese e molisana. Nella alta Val Chisone e nella alta Val di Susa esistono dolci chiamati gòfri, nel Canavese una preparazione assimilabile prende il nome di ofela.
Suo "parente prossimo" è il pancake, e della stessa famiglia fanno parte le crespelle e i biscotti croccanti, come le tegole dolci.